# .bj
.bj é o código TLD (ccTLD) na Internet para o Benim.